# الانتخابات المحلية الفلسطينية 2004–05
الانتخابات المحلية الفلسطينية 2004–2005 هي انتخابات الهيئات المحلية من مجالس بلدية أو قروية فلسطين، عُقد الانتخابات في الفترة ما بين ديسمبر 2004 وديسمبر 2005 لانتخاب أعضاء المجالس المحلية في الأراضي الفلسطينية.
تُعد أول انتخابات محلية تجريها السلطة الوطنية الفلسطينية. جرت الانتخابات المحلية السابقة في عامي 1972 و 1976، ونظمتها قوة الاحتلال الإسرائيلي.

## إجراء الانتخابات
كان من المقرر إجراء الانتخابات على خمس جولات، لكن الجولة الخامسة لم تُجرَ بسبب تأجيلها بواسطة حكومة أحمد قريع الثالثة.
- جرت الجولة الأولى من الانتخابات على جزأين؛ الجزء الأول بتاريخ 23 ديسمبر 2004 في 22 هيئة محلية في الضفة الغربية والجزء الثاني بتاريخ 27 يناير 2005 في 14 هيئة محلية في قطاع غزة. وُزعت المقاعد وفق نظام الأغلبية البسيط.[4]
- عُقدت الجولة الثانية في 5 أيار 2005 في 76 هيئة محلية في الضفة الغربية و6 هيئات محلية في قطاع غزة. وُزعت المقاعد وفق نظام الأغلبية البسيط.[5]
- عُقدت الجولة الثالثة من الانتخابات المحلية في 29 سبتمبر 2005 في 104 هيئة محلية في الضفة الغربية فقط. وُزعت المقاعد وفق نظام التمثيل النسبي (القوائم).[6]
- عُقدت الجولة الرابعة من الانتخابات المحلية في 15 ديسمبر 2005 في 37 هيئة محلية في الضفة الغربية و 3 هيئات محلية في قطاع غزة. وُزعت المقاعد وفق نظام التمثيل النسبي (القوائم). تم إلغاء الانتخابات في بعض المناطق.[7]